# Маркус Юганссон
Маркус Юганссон (швед. Marcus Johansson, нар. 6 жовтня 1990, Ландскруна) — шведський хокеїст, крайній нападник клубу НХЛ «Міннесота Вайлд». Гравець збірної команди Швеції.

## Ігрова кар'єра
Хокейну кар'єру розпочав на батьківщині 2005 року виступами за команду «Мальме Редгокс».
У сезоні 2006–07 років Маркус перейшов до клубу «Фер'єстад», у складі «Скаре» дебютував на дорослому рівні у першому Дивізіоні, у тому сезоні дебютував і в плей-оф Елітсерії у складі «Фер'єстада». У наступних двох сезонах нападник буде поєднувати виступи на юніорському та дорослому рівні, як у складі «Фер'єстада» так і команди «Скаре».
2009 року був обраний на драфті НХЛ під 24-м загальним номером командою «Вашингтон Кепіталс».
17 травня 2010 року Юганссон підписав трирічний контракт початкового рівня з «Кепіталс». 19 жовтня 2010 року, швед став автором першого голу в НХЛ, це сталось в матчі проти «Бостон Брюїнс», які захищав Тім Томас.
3 липня 2017 року, Маркуса обміняли до клубу «Нью-Джерсі Девілс». 5 липня гравець обрав номер під яким виступатиме у складі «дияволів» — 90-й.
25 лютого 2019 року шведа обміняли до клубу «Бостон Брюїнс».
6 липня 2019 року, Маркус підписав дворічний контракт з командою «Баффало Сейбрс».
16 вересня 2020 року, Юганссона обміняли на гравця «Міннесота Вайлд» Еріка Стаала.
6 серпня 2021 року, на правах вільного агента Юганссон уклав однорічну угоду з клубом «Сіетл Кракен».
21 березня 2022 року, коли «Кракен» вибув з боротьби за плей-оф, Маркуса обміняли назад до «Вашингтон Кепіталс».
28 лютого 2023 року, «столичні» обміняли гравця назад до команди «Міннесота Вайлд» в обмін на вибір третього раунду Драфту 2024 року.
Захищав кольори професійних команд. Наразі ж грає за клуб НХЛ.

## Виступи у збірній
У складі юніорської збірної Швеції бронзовий призер чемпіонату світу 2007 року.
Був гравцем молодіжної збірної Швеції, у складі якої брав участь у 11 іграх. Срібний призер чемпіонату світу 2009 року, бронзовий призер 2010 року.
У складі національної збірної Швеції срібний призер Олімпійських ігор 2014 року, бронзовий призер чемпіонату світу 2024 року.

## Досягнення
- Чемпіон Швеції у складі клубу «Фер'єстад» — 2009.

## Статистика

### Клубні виступи
| Сезон              | Клуб                 | Ліга               | Регулярний сезон | Регулярний сезон | Регулярний сезон | Регулярний сезон | Регулярний сезон | Плей-оф | Плей-оф | Плей-оф | Плей-оф | Плей-оф |
| Сезон              | Клуб                 | Ліга               | І                | Г                | П                | О                | ШХ               | І       | Г       | П       | О       | ШХ      |
| ------------------ | -------------------- | ------------------ | ---------------- | ---------------- | ---------------- | ---------------- | ---------------- | ------- | ------- | ------- | ------- | ------- |
| 2005–06            | «Мальме Редгокс»     | Ю18                | 12               | 0                | 7                | 7                | 0                | 6       | 0       | 4       | 4       | 0       |
| 2006–07            | «Фер'єстад»          | Ю18                | 12               | 5                | 9                | 14               | 8                | 8       | 7       | 3       | 10      | 2       |
| 2007–08            | «Фер'єстад»          | Ю18                | 12               | 6                | 14               | 20               | 16               | —       | —       | —       | —       | —       |
| 2007–08            | «Фер'єстад»          | Ю18                | 12               | 6                | 12               | 18               | 0                | 8       | 4       | 8       | 12      | 0       |
| 2007–08            | «Скаре»              | Дивізіон 1         | 19               | 2                | 10               | 12               | 10               | —       | —       | —       | —       | —       |
| 2007–08            | «Фер'єстад»          | Елітсерія          | —                | —                | —                | —                | —                | 3       | 0       | 0       | 0       | 0       |
| 2008–09            | «Фер'єстад»          | Ю18                | 2                | 2                | 0                | 2                | 0                | —       | —       | —       | —       | —       |
| 2008–09            | «Фер'єстад»          | Елітсерія          | 45               | 5                | 5                | 10               | 10               | 6       | 0       | 0       | 0       | 0       |
| 2008–09            | «Скаре»              | Дивізіон 1         | 5                | 5                | 5                | 10               | 0                | —       | —       | —       | —       | —       |
| 2009–10            | «Фер'єстад»          | Елітсерія          | 42               | 10               | 10               | 20               | 10               | 7       | 0       | 5       | 5       | 2       |
| 2010–11            | «Герші Берс»         | АХЛ                | 2                | 0                | 0                | 0                | 0                | —       | —       | —       | —       | —       |
| 2010–11            | «Вашингтон Кепіталс» | НХЛ                | 69               | 13               | 14               | 27               | 10               | 9       | 2       | 4       | 6       | 0       |
| 2011–12            | «Вашингтон Кепіталс» | НХЛ                | 80               | 14               | 32               | 46               | 8                | 14      | 1       | 2       | 3       | 0       |
| 2012–13            | «БІК Карлскуга»      | Аллсвенскан        | 16               | 8                | 10               | 18               | 8                | —       | —       | —       | —       | —       |
| 2012–13            | «Вашингтон Кепіталс» | НХЛ                | 34               | 6                | 16               | 22               | 4                | 7       | 1       | 1       | 2       | 0       |
| 2013–14            | «Вашингтон Кепіталс» | НХЛ                | 80               | 8                | 36               | 44               | 4                | —       | —       | —       | —       | —       |
| 2014–15            | «Вашингтон Кепіталс» | НХЛ                | 82               | 20               | 27               | 47               | 10               | 14      | 1       | 3       | 4       | 2       |
| 2015–16            | «Вашингтон Кепіталс» | НХЛ                | 74               | 17               | 29               | 46               | 16               | 12      | 2       | 5       | 7       | 2       |
| 2016–17            | «Вашингтон Кепіталс» | НХЛ                | 82               | 24               | 34               | 58               | 10               | 13      | 2       | 6       | 8       | 2       |
| 2017–18            | «Нью-Джерсі Девілс»  | НХЛ                | 29               | 5                | 9                | 14               | 14               | 3       | 0       | 0       | 0       | 0       |
| 2018–19            | «Нью-Джерсі Девілс»  | НХЛ                | 48               | 12               | 15               | 27               | 8                | —       | —       | —       | —       | —       |
| 2018–19            | «Бостон Брюїнс»      | НХЛ                | 10               | 1                | 2                | 3                | 0                | 22      | 4       | 7       | 11      | 0       |
| 2019–20            | «Баффало Сейбрс»     | НХЛ                | 60               | 9                | 21               | 30               | 20               | —       | —       | —       | —       | —       |
| 2020–21            | «Міннесота Вайлд»    | НХЛ                | 36               | 6                | 8                | 14               | 4                | 3       | 0       | 0       | 0       | 0       |
| 2021–22            | «Сіетл Кракен»       | НХЛ                | 51               | 6                | 17               | 23               | 4                | —       | —       | —       | —       | —       |
| 2021–22            | «Вашингтон Кепіталс» | НХЛ                | 18               | 3                | 3                | 6                | 0                | 6       | 1       | 1       | 2       | 0       |
| 2022–23            | «Вашингтон Кепіталс» | НХЛ                | 60               | 13               | 15               | 28               | 8                | —       | —       | —       | —       | —       |
| 2022–23            | «Міннесота Вайлд»    | НХЛ                | 20               | 6                | 12               | 18               | 0                | 6       | 2       | 0       | 2       | 0       |
| 2023–24            | «Міннесота Вайлд»    | НХЛ                | 78               | 11               | 19               | 30               | 22               | —       | —       | —       | —       | —       |
| 2024–25            | «Міннесота Вайлд»    | НХЛ                | 72               | 11               | 23               | 34               | 12               | 5       | 0       | 2       | 2       | 0       |
| Усього в Елітсерії | Усього в Елітсерії   | Усього в Елітсерії | 87               | 15               | 15               | 30               | 20               | 16      | 0       | 5       | 5       | 2       |
| Усього в НХЛ       | Усього в НХЛ         | Усього в НХЛ       | 983              | 185              | 332              | 517              | 154              | 114     | 16      | 31      | 47      | 6       |

### Збірна
| Рік                | Команда            | Турнір             | Місце              |    | І | Г  | П  | О  | ШХ |
| ------------------ | ------------------ | ------------------ | ------------------ | -- | - | -- | -- | -- | -- |
| 2007               | Швеція             | ЮЧС                | 3                  | 6  | 0 | 4  | 4  | 0  |    |
| 2007               | Швеція             | МІГ18              | 1                  | 4  | 1 | 0  | 1  | 2  |    |
| 2008               | Швеція             | ЮЧС                | 4-е                | 6  | 3 | 2  | 5  | 14 |    |
| 2009               | Швеція             | МЧС                | 2                  | 6  | 2 | 0  | 2  | 0  |    |
| 2010               | Швеція             | МЧС                | 3                  | 5  | 1 | 5  | 6  | 29 |    |
| 2014               | Швеція             | ОІ                 | 2                  | 5  | 0 | 1  | 1  | 4  |    |
| 2024               | Швеція             | ЧС                 | 3                  | 9  | 6 | 6  | 12 | 2  |    |
| Молодіжна збірна   | Молодіжна збірна   | Молодіжна збірна   | Молодіжна збірна   | 27 | 7 | 11 | 18 | 45 |    |
| Національна збірна | Національна збірна | Національна збірна | Національна збірна | 14 | 6 | 7  | 13 | 6  |    |